# Пігуляк Іван Михайлович
Іван Михайлович Пігуляк (нар. 24 вересня 1895 — пом. 11 жовтня 1982) — сотник Буковинського Куріня, 3-ї Стрілецької дивізії Армії УНР. Брав активну участь у боях за Вапнярку.

## Біографія
Народився у м. Кіцмань на Буковині (Чернівецької область) в сім’ї сільського господаря Михайла Пігуляка та Ганни Олійник.
Член академічного товариства «Союз», головний редактор журналу «Промінь» у 1922–1923 рр. Пізніше, в 1920-х рр. еміґрував до Канади. Автор ряду публіцистичних праць, зокрема «Українська православна церква в румунськім ярмі і буковинці в Канаді» (1927). 
Помер у США в 1982 році. Похований на українському католицькому цвинтарі Івана Хрестителя у місті Сіракузи, штат Нью Йорк.